# Markomannia-Zwischenfall
Der Markomannia-Zwischenfall war ein deutsch-haitianischer Konflikt im Jahre 1902, der nach dem Hamburger Dampfer Markomannia benannt wurde.

## Der Zwischenfall
Die Markomannia (3335 BRT, 1890) war ein Dampfer der HAPAG, der im Liniendienst zwischen Westindien und Hamburg eingesetzt wurde. Am 2. September 1902 wurde der Dampfer in der Höhe der haitianischen Hafenstadt Cap-Haïtien von dem haitianischen Kanonenboot Crête-à-Pierrot gestoppt und auf Konterbande untersucht. Die Crête à Pierrot gehörte zu einer Rebellenfraktion unter Anténor Firmin, die sich im Aufstand gegen die provisorische Regierung von Präsident Pierre Théoma Boisrond-Canal befand. Der Kommandant der Crête à Pierrot war ein englischer Söldner namens Read, er unterstand dem haitianischen Admiral schottischer Abstammung Hammerton Killick (1856–1902). Read ging davon aus, dass die Markomannia Waffen und Munition für die Truppen der Regierung transportierte. Der Dampfer wurde von einem Enterkommando durchsucht. Trotz der Proteste von Kapitän Nansen und dem deutschen Konsul von Cap-Haïtien beschlagnahmte das Kommando Waffen und Munition und lud diese auf die Crête à Pierrot über. Die Markomannia konnte danach ihre Reise fortsetzen. Außer der Reiseunterbrechung war der HAPAG kein materieller Schaden entstanden.

## Das Gefecht zwischen SMSPantherund derCrête à Pierrot

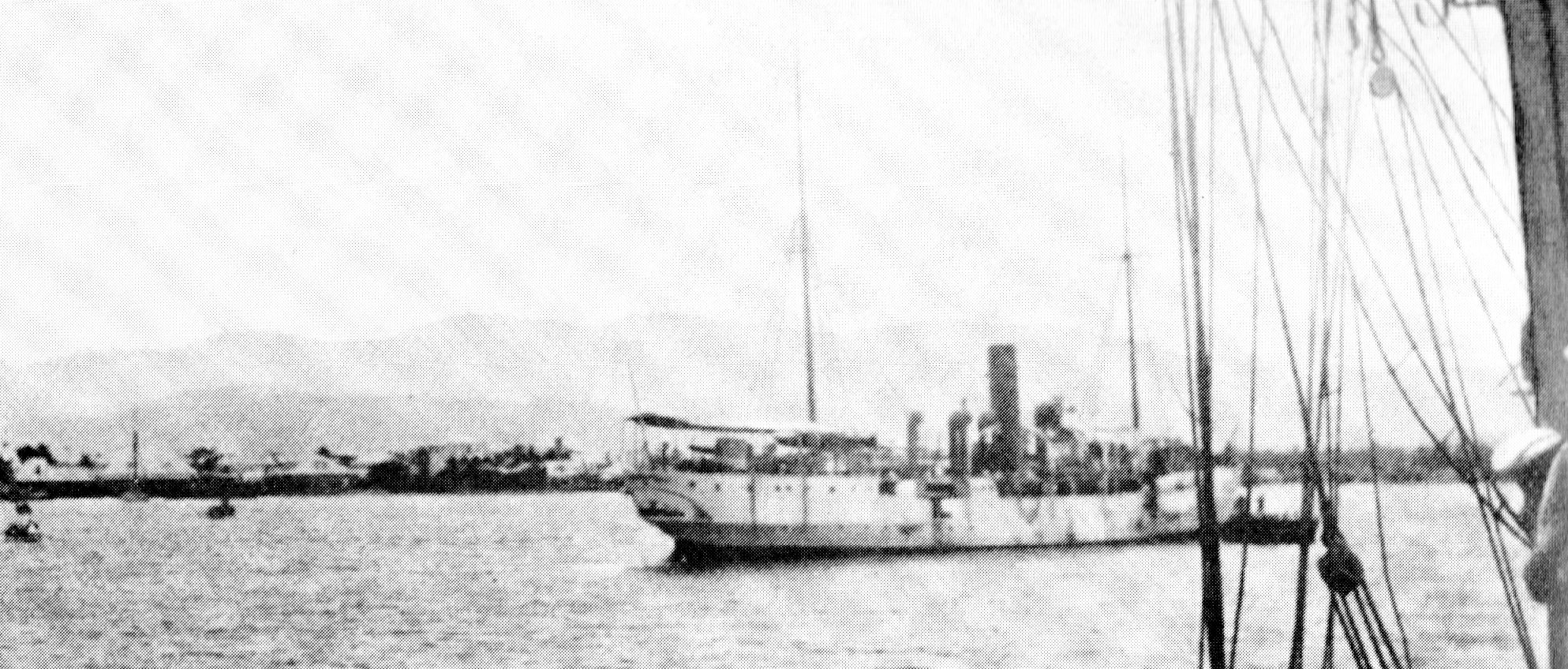
Haitianisches Kanonenboot Crête-à-Pierrot am 6. September 1902 im Hafen von La Gonaives kurz vor der Versenkung durch SMS Panther

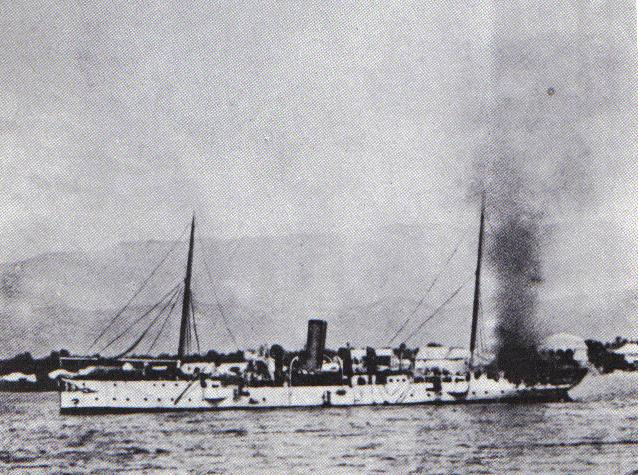
Das haitianische Kanonenboot Crête-à-Pierrot

Der deutsche Ministerresident in der haitianischen Hauptstadt Port-au-Prince, Francsen, forderte umgehend ein deutsches Kriegsschiff an, da während des Bürgerkriegs bereits deutsche Residenten zu Schaden gekommen waren. Die Reichsregierung gab dieser Forderung nach, da die provisorische Regierung die Crête à Pierrot bereits am 25. Juli 1902 zum Piraten erklärt hatte, nachdem sich Admiral Killick für die aufständische Seite von Firmin erklärt hatte. Killick hatte über die haitianischen Gewässer eine Seeblockade verhängt, die aber von den USA mangels Effektivität nicht anerkannt wurde. Trotzdem hatte Killick bereits Mitte August 1902 den US-amerikanischen Dampfer Paloma, die ebenfalls Waffen an Bord mit führte, am Einlaufen in Cap-Haïtien gehindert.
Am 5. September 1902 erhielt Korvettenkapitän Richard Eckermann (1862–1916), der Kommandant des deutschen Kanonenboots Panther, in Port-au-Prince von Francsen persönlich den Befehl zum Aufbringen der Crête à Pierrot. Die Panther lief sofort aus und machte sich auf die Suche nach dem haitianischen Kriegsschiff. Das Kanonenboot fuhr dabei kriegsmäßig abgeblendet. Bereits am nächsten Tag, dem 6. September, wurde die Crête à Pierrot im Hafen von Gonaïves entdeckt. Killick war die Anwesenheit deutscher Kriegsschiffe in Westindien aufgrund gekappter Telegrafenleitungen nicht bekannt und er war daher nicht auf ein Gefecht vorbereitet. Eckermann forderte Killick umgehend zur Übergabe auf. Der Abzug der 150-köpfigen Besatzung der Crête à Pierrot wurde gewährt, da sich Eckermann nicht in der Lage sah, diese zu entwaffnen geschweige unterzubringen.
Killick ging scheinbar auf Eckermanns Forderungen ein und strich die Flagge. Als jedoch ein Prisenkommando zur Crête à Pierrot übersetzte, erfolgten an Bord mehrere Explosionen. Eckermann entschloss sich nun trotz einer Intervention des deutschen Konsularagenten von Gonaives, der deutschfeindliche Ausschreitungen fürchtete, zur Vernichtung des Kanonenboots. Das Schiff wurde unter Feuer genommen und sank auf den Grund des Hafenbeckens. Killick war offenbar das einzige Besatzungsmitglied gewesen, das an Bord verblieben war. Seine Leiche wurde später geborgen.
An Bord der Panther befand sich auch der Marineoffizier und spätere Schriftsteller und Freikorpsführer Bogislav von Selchow, der die Versenkung der Crête à Pierrot 1936 in seinen Memoiren Hundert Tage aus meinem Leben schilderte.

## Folgen des Zwischenfalls
Aufgrund der Erregung in der haitianischen Bevölkerung lief die Panther vorerst keine nordhaitianischen Häfen an. Zu Ausschreitungen gegenüber deutschen Residenten kam es offenbar nicht, zumal Firmin prinzipiell als sehr deutschfreundlich galt. Für die provisorische Regierung, die über keine Marinestreitkräfte verfügte, war die Intervention der Großmacht Deutschland eine willkommene Verstärkung ihrer militärischen Möglichkeiten, da nun über See ungehindert Waffentransporte, auch aus dem Ausland, verschifft werden konnten.
1943 wurde von Haiti eine Briefmarke mit dem Konterfei Killicks herausgebracht. Außerdem erschien im gleichen Jahr ein Theaterstück über ihn von Charles Moravia: L’amiral Killick: drame historique aux trois tableaus (Port-au-Prince 1943). In der Kriegsmarine wurde der Tag der Versenkung der Crête als traditionswürdiges Ereignis aufgenommen.